# Ariane 2
 (août 2024).

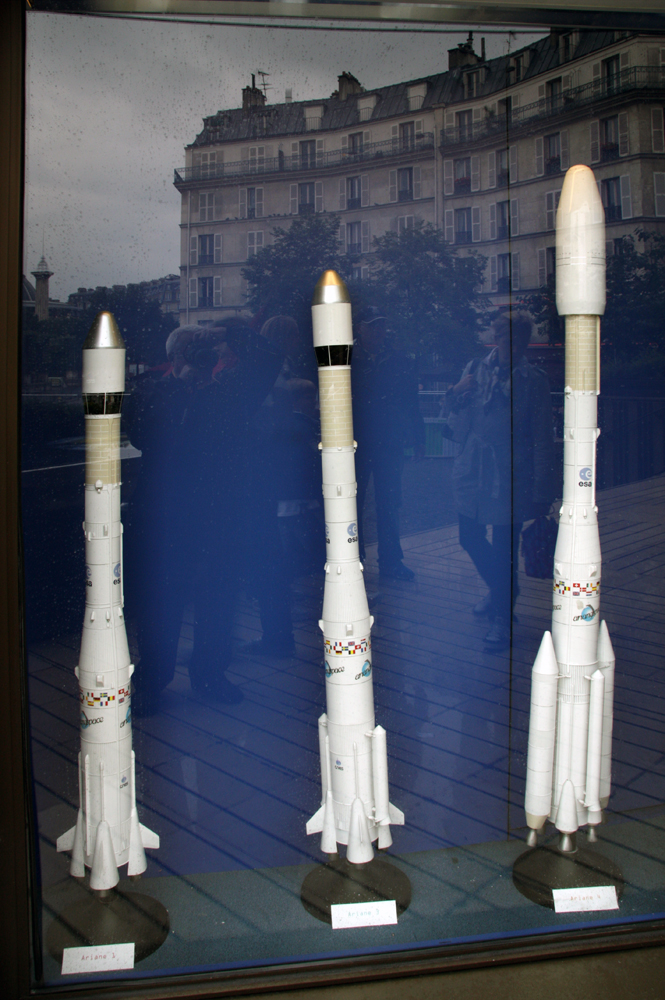
Maquettes d'Ariane 1, 3, 4. Ariane 2 est la version d'Ariane 3 sans les propulseurs à poudre sur les côtés.

Ariane 2 est un lanceur développé par l'ESA pour placer des satellites en orbite. C’est le lanceur de deuxième génération de la famille de fusée Ariane. Identique à Ariane 1, il a comme particularité d’avoir le troisième étage légèrement plus grand. Il a été utilisé sur six missions dont un échec, entre 1986 et 1989. Elle est complétée par Ariane 3, une variante d'Ariane 2, avec des moteurs d’appoint sur les côtés.

## Structure
La structure de l'Ariane 2 était identique à celle d'Ariane 1 avec un troisième étage H10 rallongé : la hauteur passant à 49 mètres et la masse à 219 tonnes.
Sa capacité d'emport en orbite de transfert géostationnaire était de 2 175 kg, soit 325 kg de plus qu'Ariane 1.
Ariane 3 qui était identique à Ariane 2, hormis l'ajout de deux propulseurs supplémentaires à poudre au niveau du premier étage, a volé avant Ariane 2.

## Caractéristiques

### Premier étage (L140)
Le premier étage d'Ariane 2, nommé aussi L140 est un étage de 18,4 mètres de haut sur 3,8 mètres de diamètre. Les moteurs-fusées utilisés sur l’étage sont quatre moteurs 5B Viking, utilisant un ergol d'UH 25 et de N2O4. Sa masse est d’environ 145 tonnes et est composée de magnésium, de zinc et d’aluminium, des matériaux de faible densité. Lors d’une mission, l’étage reste allumé du décollage (H+0) jusqu’à H+146 s, avant d'être largué et de se désintégrer dans l'atmosphère terrestre.

### Second étage (L33)
Le deuxième étage d'Ariane 2 fait 11,69 mètres de hauteur pour un diamètre de 2,60 mètres de large. L’étage fait 3 110 kilogrammes, et contient 34 tonnes d’ergols. Elle possède un moteur-fusée Viking 4B, utilisant également le même ergol que le premier étage. Le second étage est composé principalement d’aluminium.

### Troisième étage (H10)
Le troisième étage d'Ariane 2 à la particularité d’être légèrement différent que celui de base sur la Ariane 1. Le troisième étage de l'Ariane 1 est de 9,1 mètres alors que celui d'Ariane 2, fait 1,3 mètre de haut en plus, soit 10,4 mètres de hauteur. L’étage est équipé d’un moteur HM7B utilisant contrairement aux autres, un ergol différent (LH2 / LOx).

## Lancements
Il y a eu six lancements d'Ariane 2. Le premier vol eut lieu le 31 mai 1986 et fut un échec. Les autres vols seront des succès, le dernier lancement fut réalisé en 1989.
| Vol  | N° | Date             | Site          | Résultat | Charge utile   | Note |
| ---- | -- | ---------------- | ------------- | -------- | -------------- | --- |
| V-18 | 1  | 31 mai 1986      | Kourou, ELA-1 | Échec    | Intelsat-5A 14 | l’échec de la mission est dû à un problème d’allumage du moteur du 3ème étage, l’empêchant donc de placer la charge utile en orbite. |
| V-20 | 2  | 21 novembre 1987 | Kourou, ELA-2 | Succès   | TV-Sat 1       | |
| V-23 | 3  | 17 mai 1988      | Kourou, ELA-1 | Succès   | Intelsat-5A 13 | |
| V-26 | 4  | 28 octobre 1988  | Kourou, ELA-1 | Succès   | TDF 1          | |
| V-28 | 5  | 27 janvier 1989  | Kourou, ELA-1 | Succès   | Intelsat-5A 15 | |
| V-30 | 6  | 2 avril 1989     | Kourou, ELA-1 | Succès   | Tele-X (en)    | |